# Championnat de Tanzanie de football 2007-2008
Navigation
Édition précédente Édition suivante
La saison 2007-2008 du championnat de Tanzanie est la 44e édition du Championnat de Tanzanie de football. Le championnat oppose quatorze clubs tanzaniens.

## Équipes

### Participants et locations
Légende des couleurs
- Tour préliminaire de la Ligue des champions 2008
- Tour préliminaire de la Coupe de la confédération 2008
- Promu de Division 1

| Club              | Ville         |
| ----------------- | ------------- |
| Ashanti United    | Dar es Salaam |
| Coastal Union     | Tanga         |
| JKT Ruvu Stars    | Dodoma        |
| Kagera Sugar      | Bukoba        |
| Manyema Rangers   | Dar es Salaam |
| Moro United       | Morogoro      |
| Mtibwa Sugar      | Turiani       |
| Pan African       | Dar es Salaam |
| Polisi Dodoma     | Dodoma        |
| Polisi Morogoro   | Morogoro      |
| Prisons FC        | Mbeya         |
| Simba SC          | Dar es Salaam |
| Toto African      | Mwanza        |
| Young Africans FC | Dar es Salaam |

## Compétition

### Classement
Le classement est établi sur le barème de points classique (victoire à 3 points, match nul à 1, défaite à 0).
Pour départager les égalités, on tient d'abord compte de la différence de buts générale, puis du nombre de buts marqués, puis des confrontations directes.
| Rang | Équipe            | Pts | J  | G  | N  | P  | Bp | Bc | Diff |
| ---- | ----------------- | --- | -- | -- | -- | -- | -- | -- | ---- |
| 1    | Young Africans    | 49  | 26 | 14 | 7  | 5  | 33 | 16 | +17  |
| 2    | Prisons FC        | 45  | 26 | 12 | 9  | 5  | 35 | 23 | +12  |
| 3    | Simba SC T        | 42  | 26 | 10 | 12 | 4  | 34 | 18 | +16  |
| 4    | Mtibwa Sugar      | 39  | 26 | 10 | 9  | 7  | 22 | 21 | +1   |
| 5    | Kagera Sugar      | 38  | 26 | 10 | 8  | 8  | 26 | 25 | +1   |
| 6    | JKT Ruvu Stars    | 35  | 26 | 9  | 8  | 9  | 24 | 23 | +1   |
| 7    | Toto African P    | 34  | 26 | 8  | 10 | 8  | 26 | 28 | -2   |
| 8    | Polisi Dodoma     | 33  | 26 | 6  | 15 | 5  | 28 | 28 | 0    |
| 9    | Moro United       | 33  | 26 | 7  | 12 | 7  | 21 | 21 | 0    |
| 10   | Polisi Morogoro   | 33  | 26 | 9  | 6  | 11 | 23 | 24 | -1   |
| 11   | Ashanti United    | 32  | 26 | 8  | 8  | 10 | 18 | 28 | -10  |
| 12   | Coastal Union P   | 28  | 26 | 7  | 7  | 12 | 18 | 26 | -8   |
| 13   | Pan African       | 20  | 26 | 4  | 8  | 14 | 22 | 35 | -13  |
| 14   | Manyema Rangers P | 20  | 26 | 3  | 11 | 12 | 15 | 29 | -14  |

Qualifications
Ligue des champions 2009
- 1er : tour préliminaire

Coupe de la confédération 2009
- 2e  : tour préliminaire

Relégation
- 11e, 12e, 13e et 14e : relégation en Division 1

Abréviations
T : Tenant du titre

P : Promus de Division 1

## Statistiques

### Meilleurs buteurs
| Rang | Nom             | Club         | Buts     |
| ---- | --------------- | ------------ | -------- |
| 1    | Michael Katende | Kagera Sugar | Inconnue |